# Революционный терроризм в Российской империи
Революцио́нный террори́зм в Росси́йской импе́рии — систематическое применение насилия против чиновников и представителей власти (террористические акты), посредством которого левые политические партии и движения во второй половине XIX — начале XX века стремились осуществить социальную революцию (переворот) в Российской империи. По утверждению соответствующей статьи в Энциклопедическом словаре Брокгауза и Ефрона (1907), начало террору как системе в России положил террористический акт Веры Засулич в январе 1878 года, после чего в российской революционной среде возникло два течения: одно — за террор, другое — против. 
Революционный терроризм в России имел два выраженных пика: на рубеже 1870—1880-х годов и в начале XX века, с особым кризисным периодом 1905—1907 годов. Исследователи проблематики терроризма А. А. Гейфман и О. В. Будницкий солидарно называют 17 тысяч человеческих жертв за период революционных потрясений с 1901 по 1916 год.

## Причины и характер участников
Практически все российские революционные партии и организации в начале XX века открыто поддерживали или считали возможными при определённых условиях террористические методы борьбы. Среди причин, обусловивших переход революционеров к методам террора, историки выделяют недовольство радикалов по поводу половинчатости и незавершённости «великих реформ», индифферентность общества по отношению к революционному движению, месть властям за репрессии, в том числе по отношению к террористам, чрезмерную персонификацию власти революционерами. Террор рассматривался его идеологами, с одной стороны, как способ дезорганизовать правительство и побудить его к реформам; с другой стороны — как способ подтолкнуть народ к восстанию, ускорить ход истории.
Официозный историк конца XIX века Дмитрий Иловайский в марте 1881 года, после убийства Александра II, в заметке, опубликованной 17 марта в столичной газете «Петербургские ведомости», высказывал убеждение, что русские («великорусские») революционеры-террористы «суть именно те грубые, бессмысленные орудия», «панургово стадо», по его словам, ведо́мое революционно настроенными поляками, евреями, «украйнофилами» и их «заграничными руководителями»

## Начало террора
Весной 1862 года Пётр Заичневский, сидя в камере Тверской полицейской части, составил прокламацию «Молодая Россия», ставшая не только бланкистской программой революционного переворота, но и одним из ярчайших революционно-пропагандистских образцов в истории революционного движения, исходным документом российского революционного экстремизма и первым квазитеррористическим воззванием. В прокламации впервые в России убийство открыто признавалось нормальным средством достижения политических целей. Эта прокламация послужила поводом для репрессий со стороны властей. Часть революционных лидеров, в частности, Александр Герцен, подвергли её критике, но в широкой революционной среде идеи, сходные с озвученными в «Молодой России», становились популярными. Выстрел Дмитрия Каракозова в Александра II (4 апреля 1866 года) положил начало почти полувековой эпохе революционного террора в России.
Действия Каракозова были осуждены рядом известных деятелей революционного движения, среди которых Александр Герцен, Михаил Элпидин, Николай Николадзе. В то же время выстрел Каракозова произвёл сильное впечатление на революционную молодёжь. Борис Козьмин, исследователь эпохи 1860-х годов, писал: «Каракозов и его покушение — обычная тема для разговоров в среде революционной молодёжи того времени…».
Первой последовательно террористической организацией стало основанное Сергеем Нечаевым в 1869 году общество «Народная расправа». Нечаев составил список лиц — первых кандидатов на уничтожение, но единственным террористическим актом, который он осуществил, стало убийство члена его организации студента И. И. Иванова, отказавшегося подчиниться Нечаеву. Убийство было раскрыто и на десять лет скомпрометировало методы террора в революционном движении.
В 1876—1878 годах несколько покушений на представителей власти осуществили одесские «южные бунтари» (кружок В. Г. Дебогория — Мокриевича и Я. В. Стефановича, 1874—1876) и члены «Южного исполнительного комитета» (киевский кружок В. А. Осинского — Д. А. Лизогуба, 1877—1878). В мае 1878 года в программе «Земли и воли» появилась «дезорганизаторская часть», в которой впервые санкционируется «систематическое истребление наиболее вредных или выдающихся лиц из правительства и вообще людей, которыми держится тот или другой ненавистный нам порядок». Новый подъём терроризма в революционном движении произошёл в 1878 году, начавшись с выстрела Веры Засулич в петербургского градоначальника Фёдора Трепова, — таким образом она отомстила Трепову за его приказ подвергнуть телесному наказанию заключённого Петропавловской крепости Алексея Боголюбова, который не пожелал снять перед Треповым головной убор. Суд присяжных, неожиданно для правительства, оправдал Засулич. Это послужило, с одной стороны, распространению террористических идей среди части революционной молодёжи, а с другой — ужесточению репрессивных мер царского правительства. С этих пор аналогичные дела по политическим убийствам и насильственным действиям выносились на рассмотрение военных судов, а не судов присяжных.
За выстрелом Засулич последовал ряд других террористических актов: убийство Григорием Попко главы жандармерии Одессы барона Густава фон Гейкинга, покушения на прокурора Киева М. М. Котляревского, на агента сыскной полиции А. Г. Никонова. 4 августа 1878 года землеволец Сергей Кравчинский заколол в центре Петербурга шефа жандармов генерал-адъютанта Николая Мезенцова. Продолжался революционный террор и в следующем, 1879 году. Так, в феврале 1879 года Григорием Гольденбергом был убит харьковский губернатор генерал-майор князь Дмитрий Кропоткин, двоюродный брат революционера-анархиста Петра Кропоткина.
Провал «хождения в народ», кажущаяся неосуществимость народного восстания в ближайшие годы, с одной стороны, и репрессии правительства, с другой стороны, подталкивали часть народников к террористическим методам политической борьбы.

## Народная воля
В июне 1879 года в результате раскола «Земли и воли» была создана партия «Народная воля», которая вошла в историю как террористическая организация благодаря серии покушений на царя, хотя современные историки указывают, что террор не занимал главного места ни в программе этой организации, ни в её деятельности.
«Народная воля» имела около 500 активных членов, террором занимались в ней лишь члены и ближайшие агенты Исполнительного комитета партии, а также несколько метальщиков, техников и наблюдателей. Из рядовых членов «Народной воли» в подготовке и осуществлении всех восьми покушений на императора принимали участие 12 человек.
Целью террора организация поставила дезорганизацию правительства и возбуждение народных масс. Необходимость террора народовольцы обосновывали преследованиями народников со стороны властей и личной ответственностью Александра II за репрессии, которую зафиксировал Исполнительный комитет «Народной воли» в смертном приговоре царю.
За Александром II была устроена настоящая «охота». Три попытки устроить крушение царского поезда были предприняты осенью 1879 года. 5 февраля 1880 года С. Н. Халтурин произвёл взрыв в Зимнем дворце, в результате которого император не пострадал, хотя было убито и ранено несколько десятков человек. Наконец 1 марта 1881 года группой народовольцев было осуществлено покушение на Александра II путём бомбометания, в ходе которого император был смертельно ранен вместе с И. И. Гриневицким, одним из бомбометателей.
После цареубийства Исполнительный комитет «Народной воли» 10 марта предъявил новому императору Александру III письмо-ультиматум, в котором заявлялась готовность прекратить вооружённую борьбу и «посвятить себя культурной работе на благо родного народа». Перед императором ставился выбор:

Или революция, совершенно неизбежная, которую нельзя предотвратить никакими казнями, или добровольное обращение верховной власти к народу. В интересах родной страны, <…> во избежание тех страшных бедствий, которые всегда сопровождают революцию, Исполнительный комитет обращается к вашему величеству с советом избрать второй путь.

К 17 марта все участники убийства Александра II были арестованы, а затем преданы суду. 3 апреля 1881 года пятеро первомартовцев: А. И. Желябов, С. Л. Перовская, Н. И. Кибальчич, Т. М. Михайлов и Н. И. Рысаков — были повешены.
К середине 1882 года из членов Исполнительного комитета «Народной воли» на свободе оставалась только Вера Фигнер. Она была арестована 10 февраля 1883 г. благодаря предательству С. П. Дегаева, выдавшего властям руководство «Народной воли», её Военный центр, все местные военные группы народовольцев в более чем сорока городах.
Всего в 1879—1883 годах прошло более 70 политических народовольческих процессов, по которым привлекалось около 2 тыс. чел. Энергичное противодействие деятельности организации со стороны властей привело к её идейному и организационному кризису. Оставшиеся в живых члены «Народной воли» были приговорены к длительным срокам заключения и вышли на свободу лишь в период революции 1905—1907 годов.
Убийство Александра II, вопреки предположениям теоретиков народнического социализма, не привело к революции — наоборот, оно породило слухи о том, что царя-освободителя убили дворяне ради восстановления крепостного права. Реформы, начатые Александром II, были остановлены. В стране наступила эпоха реакции.
В последующих годах было предпринято несколько попыток возродить «Народную волю». Последней из них было создание под руководством П. Я. Шевырёва и А. И. Ульянова «Террористической фракции партии „Народная воля“». С арестом группы Шевырёва — Ульянова после неудачного покушения на Александра III, осуществлённого 1 марта 1887 года, революционный террор в России прекратился почти на 15 лет: контрреформы дали свои плоды.

## Терроризм начала XX века
Новый подъём революционного терроризма произошёл в начале XX века в условиях политического кризиса, вызванного отказом правительства от осуществления назревших реформ. Как указывает А. Гейфман, одной из главных предпосылок роста террора в этот период стало сосуществование в Российской империи социально-экономического подъёма и политической отсталости. Многие представители появлявшихся новых социальных групп не находили себе места в старой социальной структуре, что вызывало у них разочарование и толкало на путь революционной деятельности и террора.
В отличие от террористов второй половины XIX века, в основном принадлежавших к привилегированным социальным группам и разночинцам, большинство террористов новой революционной волны были выходцами из первого поколения мастеровых и чернорабочих, перебиравшихся в поисках заработка из села в город. Будучи зачастую выходцами из обедневших крестьянских семей, они нередко жили в тяжёлых экономических условиях и медленно адаптировались к новой обстановке. Такие люди легко поддавались революционной агитации, и, например, из всех политических убийств, осуществлённых партией эсеров, более 50 % были совершены рабочими.
Немалую часть террористов этого периода составили женщины. В Боевой организации ПСР было около трети женщин, а в целом от общего числа террористов они составляли четвёртую часть. Приток женщин в революционное движение был связан с происходившим в обществе пересмотром семейных отношений и распространением грамотности. В подпольных организациях они получали от мужчин уважение большее, чем могли получить где-либо в традиционных социальных слоях, и, таким образом, реализовывали своё стремление к самоутверждению.
Активнее, чем раньше, в терроре принимали участие представители национальных меньшинств Российской империи: евреи, поляки, выходцы с Кавказа и из Прибалтики.
Как и прежде, участвовали в терроре начала XX века и представители привилегированных социальных слоёв и разночинцы, многие из которых были возмущены контрреформами Александра III, во многом ограничившими или отменившими политические достижения 1860-х. Они выбирали террор, поскольку считали невозможной действенную мирную работу в рамках существовавшего политического режима.
Свою роль в переходе революционеров к методам террора сыграл голод, возникший вследствие неурожая 1891 года, одновременно с которым в европейской части России вспыхнули эпидемии холеры и тифа. Наложившиеся на общую нищету деревень, они создавали благоприятную почву для радикальной агитации, и в голодающих областях повсюду появлялись революционные кружки. Тем не менее деревня в 1890-х была пассивна к революционной агитации, и это заставляло революционеров искать другие пути борьбы. Многие из них вернулись к идее индивидуального террора как средства разжигания народного восстания.
Отношение образованного общества к радикалам способствовало террору. Уже со времени оправдательного приговора по делу Засулич в 1878 году стало ясно, что симпатии либералов на стороне террористов. В последних видели героев, показывавших образцы бескорыстного самопожертвования и руководимых глубокой человечностью. Даже часть консервативных кругов перестала поддерживать царское правительство в его борьбе с радикалами, предпочитая держаться в стороне от политики и осуждать обе стороны. В 1905—1906 годах «народился новый тип революционера», констатировал П. Б. Струве, произошло «освобождение революционной психики от всяких нравственных сдержек».
Научно-технический прогресс облегчал радикалам задачи террора, позволяя производить оружие простых конструкций и в больших масштабах. По словам современников, «теперь любой ребёнок мог сделать взрывное устройство из пустой консервной банки и аптечных препаратов».
Как пишет Анна Гейфман, отдельные террористы своими акциями хотели спровоцировать ужесточение репрессивной политики правительства, чтобы усилить недовольство в обществе и вызвать восстание.
Толчком к всплеску терроризма послужили события Кровавого воскресенья 9 января 1905 года, когда войска правительства расстреляли направлявшееся к царю с петицией рабочее шествие. Многие вожди революции гордились, когда за «решительность» и пламенную веру в «революционную справедливость» их именовали террористами.

## Размах терроризма
Волна политического террора началась в 1901 года с убийства министра народного просвещения Н. П. Боголепова эсером П. Карповичем. В последующее десятилетие от выстрелов и бомб погибают почти все государственные деятели, которым доверял император Николай II: министры внутренних дел Д. С. Сипягин (1902) и В. К. Плеве (1904), дядя монарха, московский генерал-губернатор великий князь Сергей Александрович Романов (1905), председатель Совета министров П. А. Столыпин (1911). Уже после революции убивают вместе с семьёй одного из последних председателей дореволюционного Совета министров И. Л. Горемыкина (1917), а также бывших министров внутренних дел: А. Н. Хвостова (1918), Н. А. Маклакова (1918), А. А. Макарова (1919). Анна Гейфман приводит данные о статистике терроризма в начале XX века. Так, начиная с октября 1905 года, в Российской империи было убито и ранено 3611 государственных чиновников. К концу 1907 года их численность увеличилась почти до 4500 человек. Вместе с 2180 убитыми и 2530 ранеными частными лицами общее число жертв в 1905—1907 годах, по оценкам А. Гейфман, составляет более 9000 человек. По официальной статистике, с января 1908 по середину мая 1910 года совершено 19 957 террористических актов и экспроприаций, в которых было убито 732 государственных чиновника и 3051 частное лицо, при этом 1022 государственных чиновника и 2829 частных лиц были ранены.
Полагая, что значительная часть местных терактов не попала в официальную статистику, Гейфман общую численность убитых и раненых в террористических актах, совершённых 1901—1911 годах, оценивает приблизительно в 17 тысяч человек.
Массовым явлением после начала революции стали экспроприации. Так, только в октябре 1906 года в стране было зафиксировано 362 случая экспроприаций. В ходе экспроприаций, по данным Министерства финансов, с начала 1905 по середину 1906 года банки потеряли более 1 миллиона рублей.
Революционеры не брезговали сотрудничеством с уголовниками в операциях, связанных с продажей оружия и контрабандой. В крупных городах России самой активной в террористических акциях была партия социалистов-революционеров. «Террор стал кошмаром властей. Все крупнейшие представители власти, включая Николая II, премьер-министров, министров внутренних дел, как говорил перед Чрезвычайной следственной комиссией Временного правительства А. В. Герасимов, „всегда интересовались Боевой организацией и другими организациями террористов и не мелочились в оплате труда Е. Азефа и других осведомителей“».

### Эсеры
Партия социалистов-революционеров была образована в конце 1901 года, когда различные неонароднические организации слились в одну партию. Главную роль в создании партии сыграли «Северный союз социалистов-революционеров», «Южная партия социалистов-революционеров», «Рабочая партия политического освобождения России», «Аграрно-социалистическая лига». Она стала единственной российской партией, официально включившей идеи терроризма в свои программные документы. Свою террористическую тактику партия рассматривала как продолжение традиций народовольцев. Террор выделялся систематичностью и организованностью. Покушения и убийства совершали боевые дружины, специализированные подразделения: Боевая организация, Центральный боевой отряд, областные боевые летучие отряды.
В апреле 1902 г. убийством министра внутренних дел Д. С. Сипягина (совершил С. В. Балмашев) заявила о себе Боевая организация (БО) эсеров. В августовском (1902) номере партийного органа ПСР «Революционная Россия» в разделе партийной хроники было написано: «Партия Социалистов-Революционеров (ПСР) формально передала заведование всей боевой деятельностью в руки столь успешно начавшей дело боевой группы, таким образом превратившейся в постоянный орган партии и получившей от неё вполне определённые и широкие полномочия на будущее время». БО являлась самой законспирированной частью партии, её устав был написан М. Р. Гоцем. За всю историю существования БО (1901—1908) в неё входило около ста человек, в специализированные террористические отряды — приблизительно пятьсот человек. Всего непосредственное участие в эсеровском терроре участвовало до 2 % членов партии. Организация была в партии на автономном положении, ЦК лишь давал ей задание на совершение очередного террористического акта и указывал желательный срок его исполнения. У БО были своя касса, явки, адреса, квартиры, ЦК не имел права вмешиваться в её внутренние дела. Руководители БО Г. А. Гершуни (1901—1903) и Е. Ф. Азеф (1903—1908), являвшийся тайным агентом полиции, были организаторами партии эсеров и самыми влиятельными членами её ЦК.
Под руководством заместителя Е. Ф. Азефа Бориса Савинкова члены Боевой организации совершили два наиболее известных террористических акта: убийство министра внутренних дел В. К. Плеве 15 июля 1904 года (совершил Е. С. Созонов) и убийство великого князя Сергея Александровича 4 февраля 1905 года (совершил И. П. Каляев). Благодаря этим успешным покушениям ПСР и её Боевая организация получили широкую известность и много сторонников: по случаю смерти министра, считавшегося противником любых реформ, никто не высказал соболезнований; великий князь Сергей Александрович также считался реакционером.
Аресты, проведённые полицией в марте 1905 года, существенно ослабили Боевую организацию. С февраля по октябрь её члены не осуществили ни один из запланированных терактов против крупных чиновников. После опубликования Октябрьского манифеста ЦК ПСР принял решение прекратить террористическую деятельность, и Боевая организация распалась. После подавления в Москве восстания в декабре 1905 года и роспуска I Думы предпринимались попытки возобновить её деятельность, но к началу 1907 года Боевая организация ПСР распалась окончательно. Б. В. Савинков прислал в Заграничную Делегацию ЦК ПСР заявление, что «ввиду заключения Судебно-Следственной Комиссии по делу Азефа, не одобряющего действий БО и особенно его личные некоторые выступления, он, Савинков, отказывается впредь от руководства БО и всякого в ней участия и что он распускает всех боевиков». Именно этот документ Б. В. Савинкова и подвёл черту под историей существования БО ПСР. Кроме Боевой организации, занимавшейся террором центрального значения, действовали местные террористические группы эсеров разного уровня, причём большинство терактов было совершено местными боевыми группами. На период революции 1905—1907 годов приходился пик террористической деятельности эсеров — 78,2 % всех совершённых ими актов. В этот период эсерами было осуществлено 233 покушения, из них до 3 июня 1907 года, принятой в исторической литературе дате окончания революции, — 200 покушений. С 1908 года начинается резкий спад террористической деятельности эсеров. По подсчётам М. И. Леонова, в 1908 году было совершено три покушения, в 1909 — два, в 1910 году — одно и в 1911 году — два. Всего с 1902 по 1911 год эсеры совершили 248 покушений, 11 из них было организовано Боевой организацией.
В 1905—1906 годах из партии вышло её правое крыло, отмежевавшееся от терроризма и образовавшее Партию Народных Социалистов.

### Эсеры-максималисты
Крайне левое крыло эсеров образовало в 1906 году Союз Социалистов-Революционеров-Максималистов. Максималисты совершили несколько крупных экспроприаций и террористических актов, в частности покушение на Столыпина и ограбление в Фонарном переулке.

### Анархисты
Лидеры российского анархизма использовали в качестве основных методов борьбы террор и экспроприацию. Большой размах экспроприации и анархистский террор приобрели уже в 1904—1905 годах. Именно это время запомнилось многим участникам российской революции как непрекращающиеся террористические акты и экспроприации, грабежи и вооружённые сопротивления. Несмотря на то, что в борьбе зачастую появлялись героические эпизоды, их омрачали различные уродливые отклонения, которые проявлялись в убийствах без причины и грабежах для наживы и обогащения. Большая часть участников анархического движения участвовала в подобных акциях по своей инициативе, не согласуя их с решением съездов или организаций.
Анархисты следовали примеру многих других революционных организаций и всячески мстили всем выявленным в их рядах полицейским агентам, которые помогали властям в поимке революционеров и дававших против них показания в суде. Анархисты бросали в полицейских бомбы вместе с участниками радикальных социалистических групп. В таких случаях анархисты предпочитали сделать всё возможное, чтобы не попасть под арест. Нередко для этого приходилось пустить себе пулю в лоб. Были случаи, когда анархисты расстреливали полицейских во время попыток освобождения своих товарищей из-под стражи. В таких случаях зачастую приходилось придумывать авантюрные планы. Частыми были нападения на типографии в разных городах, когда рабочие под страхом смерти должны были печатать прокламации и листовки анархистам. В то время часть анархистов вынашивала грандиозные планы, как им убить генерал-губернатора, члена императорской семьи или любого другого видного государственного деятеля, но большинство этих планов обычно проваливалось по тем или иным стечением обстоятельств.
Анархисты имели менее развитую внутреннюю структуру по сравнению с другими партиями, дисциплина у них была хуже, а вероятность привлечения в свои ряды обыкновенных преступников и неуравновешенных личностей — выше. Предотвращать террористические акты, устраиваемые анархистами, было сложнее, так как часто они не сообщали о готовящимся покушении «наверх», как делали эсеры, а принимали решение об убийстве того или иного деятеля самостоятельно и так же автономно пытались его совершить, что затрудняло использование внутренней агентуры.
Представитель анархизма в революционных 1905—1907 годах выглядел приблизительно так: мужчина, неквалифицированный рабочий, еврей по национальности, с низшим или домашним образованием, в возрасте около восемнадцати лет, с довольно неустойчивыми политическими взглядами.

### Социал-демократы
Российские социал-демократы декларировали и подчёркивали своё нежелание участвовать в террористической деятельности, захлестнувшей Россию в начале XX века. Как писал впоследствии Ю. О. Мартов в начале XX века, русская социал-демократия «выросла и развилась в борьбе с тем направлением русской социально-революционной мысли, для которой всякая политическая борьба в России сводилась к террору», при этом умалчивая, что первые русские социал-демократы готовы были признать терроризм в качестве чуть ли не важнейшего средства борьбы на тот момент и из тактических соображений пытались «договориться» с народовольцами. В действительности практика деятельности социал-демократических организаций резко расходилась с их декларациями: громкие слова марксистов о неприятии террора не мешали социал-демократическим организациям поддерживать и лично участвовать в террористических актах.

#### Большевики
Как и эсеры, широко практиковавшие террор, большевики имели свою боевую организацию (известна под названиями «Боевая техническая группа», «Техническая группа при ЦК», «Военно-техническая группа»). В условиях необходимости конкуренции в экстремистской революционной деятельности с партией эсеров, «славившихся» деятельностью своей Боевой организации, после некоторых колебаний лидер большевиков В. И. Ленин выработал свою позицию в отношении террора. Как отмечает исследователь проблемы революционного терроризма историк профессор Анна Гейфман, ленинские протесты против терроризма, сформулированные до 1905 года и направленные против эсеров, находятся в резком противоречии с ленинской же практической политикой, выработанным им после начала русской революции «в свете новых задач дня». Ленин призывал к «наиболее радикальным средствам и мерам как к наиболее целесообразным», для чего, цитирует документы Анна Гейфман, лидер большевиков предлагал создавать «отряды революционной армии… всяких размеров, начиная с двух-трёх человек, [которые] должны вооружаться сами, кто чем может (ружьё, револьвер, бомба, нож, кастет, палка, тряпка с керосином для поджога…)», и делает вывод, что эти отряды большевиков по сути ничем не отличались от террористических «боевых бригад» воинственных эсеров.
Ленин теперь, в изменившихся условиях, уже был готов идти даже дальше эсеров и, как отмечает Анна Гейфман, шёл даже на явное противоречие с научным учением Маркса ради террористической деятельности своих сторонников, утверждая, что боевые отряды должны использовать любую возможность для активной работы, не откладывая своих действий до начала всеобщего восстания.
Ленин по существу отдавал приказ о подготовке террористических актов, которые он раньше сам же и осуждал, призывая своих сторонников совершать нападения на городовых и прочих государственных служащих, осенью 1905 года открыто призывал совершать убийства полицейских и жандармов, черносотенцев и казаков, взрывать полицейские участки, обливать солдат кипятком, а полицейских — серной кислотой. Последователи лидера большевиков не заставили себя долго ждать, так в Екатеринбурге террористы под личным руководством Я. М. Свердлова постоянно убивали сторонников «чёрной сотни», делая это при каждой возможности.
Как свидетельствует одна из ближайших коллег Ленина, Елена Стасова, лидер большевиков, сформулировав свою новую тактику, стал настаивать на немедленном приведении её в жизнь и превратился в «ярого сторонника террора».
Среди террористических актов большевиков было и множество «спонтанных» нападений на государственных чиновников — так, Михаил Фрунзе и Павел Гусев убили урядника Никиту Перлова 21 февраля 1907 года без официальной резолюции. На их счёту были и громкие политические убийства: по распространённой в исторической литературе версии, в 1907 году именно большевиками был убит знаменитый поэт Илья Чавчавадзе — вероятно, одна из самых знаменитых национальных фигур Грузии начала XX века. Это убийство, однако, так и не было раскрыто.
В планах большевиков были и громкие убийства: московского генерал-губернатора Дубасова, полковника Римана в Петербурге, а видный большевик А. М. Игнатьев, близкий лично Ленину, предлагал даже план похищения самого Николая II из Петергофа.
Отряд большевиков-террористов в Москве планировал взрыв поезда, перевозившего из Петербурга в Москву войска для подавления декабрьского революционного мятежа. В планах большевистских террористов был захват нескольких великих князей для последующего торга с властями, бывшими близко уже в тот момент к подавлению декабрьского восстания в Москве.
Как отмечает Анна Гейфман, большевиками планировался обстрел Зимнего дворца из пушки, которую они украли у гвардейского флотского экипажа.
Историк отмечает, что многие выступления большевиков, которые вначале ещё могли быть расценены как акты «революционной борьбы пролетариата», в реальности часто превращались в обычные уголовные акты индивидуального насилия.
Большевики, близкие к Леониду Красину, в 1905—1907 годах играли важную роль в приобретении взрывчатки и оружия за рубежом для всех террористов из социал-демократов.
Анализируя террористическую деятельность большевиков в годы первой русской революции, историк и исследователь Анна Гейфман приходит к выводу, что для большевиков террор оказался эффективным и часто используемым на разных уровнях революционной иерархии инструментом.

#### Национальные социал-демократические организации
В ходе революции 1905 года одна из наиболее сильных организаций — ЛСДРП — действовала в Лифляндии и Курляндии, где в городах на крупных предприятиях было сформировано несколько десятков боевых групп, общим числом до тысячи человек, а на селе террором занимались «лесные братья», общим числом до 10 тыс. человек.
С января до осени 1905 года «лесные братья» совершили 211 убийств и покушений, 57 поджогов имений, 372 нападения на волостные управления, почту, казённые учреждения, повреждения телефонных и телеграфных линий, разрушения железнодорожного полотна и крушения поездов, около 500 экспроприаций.
7 сентября 1905 года вооружённые боевики ЛСДРП из 50 человек под руководством Екаба Дубельштейна (партийный псевдоним «Епис») совершили нападение на Рижскую центральную тюрьму на Матвеевской улице для освобождения заключённых. При нападении убито 15 сотрудников тюрьмы, освобождены приговорённые к смертной казни товарищи Лацис-Крюгер и Шлесер. В нападении участвовал Христофор Салныньш (партийный псевдоним «Гришка»), который впоследствии выполнял задание партии в Бельгии и Германии для сбора оружия и помощи в освобождении Камо.
13 февраля 1906 года группа боевиков из 12 человек во главе с Янисом Лутером (партийный псевдоним «Бобис») совершила ограбление отделения Государственного банка Российской империи в Гельсингфорсе. В ходе акции и в попытках избежать ареста были убиты четыре человека и ранены десять. За исключением денег, которые были изъяты у арестованных членов группы, партия большевиков получила более 100 тысяч рублей. В том числе на эти деньги в Гамбурге были куплены 500 маузеров, патроны и взрывчатка для боевиков.

### Экспроприации
Приличным словом «экспроприация», как следует из работ разных исследователей, радикалы из числа социал-демократов и эсеров прикрывали суть наглого грабежа и вымогательства. При этом такие радикалы, как бундовцы, считали это чем-то вроде обыкновенного хулиганства
Кроме лиц, специализирующихся на политических убийствах во имя революции, в каждой из социал-демократических организаций существовали люди, занимавшиеся вооружёнными грабежами и конфискацией частной и государственной собственности. Официально лидерами социал-демократических организаций такие действия никогда не поощрялись, за исключением большевиков, чей лидер Ленин публично объявил грабёж допустимым средством революционной борьбы. Большевики были единственной социал-демократической организацией в России, прибегавшей к экспроприациям (т. н. «эксам») организованно и систематически.
Ленин не ограничивался лозунгами или просто признанием участия большевиков в боевой деятельности. Уже в октябре 1905 года он заявил о необходимости конфисковывать государственные средства и скоро стал прибегать к «эксам» на практике. Вместе с двумя своими тогдашними ближайшими соратниками, Леонидом Красиным и Александром Богдановым (Малиновским), он тайно организовал внутри Центрального комитета РСДРП (в котором преобладали меньшевики) небольшую группу, ставшую известной под названием «Большевистский центр», специально для добывания денег для ленинской фракции. Существование этой группы «скрывалось не только от глаз царской полиции, но и от других членов партии». На практике это означало, что «Большевистский центр» был подпольным органом внутри партии, организующим и контролирующим экспроприации и различные формы вымогательства.
В период с 1906 по 1910 год Большевистский центр руководил осуществлением большого количества «эксов», набирая исполнителей для этого из некультурной и необразованной, но рвущейся в бой молодёжи. Таких людей из числа латышских социал-демократов привлекли для ограбления отделения Госбанка в Гельсингфорсе 13 февраля 1906 года.
Результатами деятельности Большевистского центра были ограбления почтовых отделений, касс на вокзалах и т. д. Организовывались террористические акты в виде крушения поездов с последующим их ограблением.
Постоянный приток денег Большевистский центр получал с Кавказа от Камо, организовавшего с 1905 года серию «эксов» в Баку, Тифлисе и Кутаиси и возглавлявшего боевую «техническую» группу большевиков. Сталин, хотя и не принимал участия в террористических актах лично, полностью контролировал деятельность группы Камо.
Известность Камо принёс так называемый «тифлисский экс» — экспроприация 12 июня 1907 года, когда на центральной площади Тифлиса большевики бросили бомбы в две почтовые кареты, перевозившие деньги Тифлисского городского банка, и похитили 250 000 руб. При этом были убиты два городовых, смертельно ранены три казака, ранены два казака, один стрелок, а также 16 прохожих.
Кавказская организация Камо не была единственной боевой группой большевиков, несколько боевых отрядов действовало на Урале, где с начала революции 1905 года большевики осуществили более сотни экспроприаций, нападая на почтовые и заводские конторы, общественные и частные фонды, артели и винные лавки. Наиболее крупная акция была предпринята 26 августа 1909 года — налёт на почтовый поезд на станции Миасс. В ходе акции большевиками были убиты охранников и полицейских, украдены около 60 000 руб. и 24 кг золота.
Среди радикалов практиковалось присвоение партийных денег, особенно среди большевиков, часто принимавших участие в актах экспроприации. Деньги шли не только в партийные кассы, но и пополняли личные кошельки боевиков

### Несовершеннолетние террористы
Культ динамита и револьвера, романтический ореол мучеников за свободу оказывали особое воздействие на подростков и молодёжь. К террористической деятельности радикалы привлекали и несовершеннолетних. Это явление усилилось после взрыва насилия 1905 года. Экстремисты использовали детей для выполнения разнообразных боевых задач. Дети помогали боевикам изготавливать и прятать взрывные устройства, а также принимали участие непосредственно и в самих терактах.
Многие боевые дружины, особенно большевики и эсеры, обучали и вербовали несовершеннолетних, объединяя будущих малолетних террористов в специальные молодёжные ячейки.
Многие несовершеннолетние террористы принимали свою новую жизнь в роли подпольных борцов за свободу как увлекательную игру, наполненную тайнами, опасностью, секретами и приключениями. Она же сопровождалась грамотно выстроенной идеалистической риторикой. Подогревала энтузиазм новоявленной молодёжи и заговорщическая атмосфера, поддерживаемая более зрелыми и опытными боевиками, которые в глазах детей казались настоящими героями-освободителями.
Однако не были редкостью случаи, когда юные террористы становились на преступный путь и не из-за своих революционных убеждений. Так, например, экстремисты завербовали к себе тринадцатилетнюю варшавскую девочку, мать которой влюбилась в польского террориста и таким образом попала к нему в «рабство». Её протест никем не учитывался. Многие дети также использовались для перевозки динамита, хранения оружия и участия в некоторых терактах. По данным А. Гейфман, около 22 % всех террористов-эсеров относились к возрастной группе от 15 до 19 лет, а 45 % — от 20 до 24 лет.
Террористы передавали опыт своим четырнадцатилетним братьям и другим детям, давали им опасные подпольные задания.
Самой молодой помощницей террористов была четырёхлетняя девочка Лиза, дочь Ф. И. Драбкиной, известной как «товарищ Наташа». Эта большевичка брала своего ребёнка для прикрытия, когда перевозила гремучую ртуть

### Сотрудничество независимых радикальных групп
Представители разных революционных экстремистских групп часто совершали совместные теракты. Сотрудничество зачастую принимало форму совместных консультаций и встреч для обсуждения совместных экстремистских актов. Так, летом 1906 года в Финляндии в конспиративной встрече участвовали такие видные фигуры экстремистского движения, как эсеры Натансон и Азеф, лидер польских социал-демократов Дзержинский и лидер российских большевиков Ленин.
Историк Анна Гейфман делает вывод о том, что среди всех террористов последователи Ленина были «наименее догматичны в своём подходе к политическому насилию» и что большевики активным образом сотрудничали с другими террористами. Историк указывает на тот факт, что ещё на III съезде РСДРП весной 1905 года большевик М. Г. Цхакая отдавал должное Боевой организации эсеров и призывал объединить с нею свои усилия. В соответствии с речами Ленина, утверждавшего, что «большевики и социалисты-революционеры должны идти порознь, но бить вместе», на съезде была принята резолюция, разрешавшая совместные боевые операции. Как указывает историк, большевичка жена Н. Суханова помогала скрываться от полиции Петру Романову, эсеровскому боевику, разыскиваемому за убийство начальника жандармерии в Самаре в 1907 году, а члены террористических отрядов большевиков, участвовавшие ранее в грабежах, вместе с эсерами совершали теракты. При этом сами большевики утверждали, что во многих случаях их отношения с эсерами были намного лучше отношений с социал-демократами — меньшевиками.
В Петербурге и Москве большевик Красин — организатор лаборатории по производству бомб и гранат — всегда охотно помогал эсерам в проведении операций, а его знакомые эсеры поражались качеству большевистских взрывных устройств. Огромные 16-фунтовые бомбы, использованные максималистами при первом неудачном покушении на жизнь Столыпина на Аптекарском острове в Петербурге и во время известной экспроприации в Фонарном переулке, были изготовлены именно в большевистской лаборатории Красина под его личным наблюдением.
В терактах на окраинах России большевики активно сотрудничали с анархистами. Доверенное лицо Ленина — Виктор Таратута — был не только замешан в попытках «отмыть» экспроприированные в ходе Тифлисской экспроприации июня 1907 года деньги, но и в помощи анархистам в «отмыве» их собственных полученных в ходе грабежей денег.
На окраинах России — в Прибалтике, Польше, на Кавказе и на Урале большевики, эсеры и анархисты даже объединялись в партизанские отряды.
Весной 1907 года ленинцы переправили кавказским экстремистам большую партию оружия.
При проведении своих терактов большевики пользовались помощью отрядов, например, сторонников Лбова на Урале. При этом даже со стороны лбовцев имелись жалобы на большевиков. Анна Гейфман указывает, что несмотря на оформленный по всем правилам договор, большевики не выполнили своих обязательств перед лбовцами, заплатившими Большевистскому центру РСДРП аванс в сумме 6000 рублей за иностранное оружие.
Еще более знаменательной была готовность товарищей Ленина сотрудничать с обычными уголовниками, которые интересовались социалистическим учением ещё меньше, чем лесные братья Лбова, но которые тем не менее оказывались очень полезными партнерами в операциях с контрабандой и продажей оружия. В своих воспоминаниях большевики утверждали, что некоторые их помощники из уголовного мира были так горды своим участием в антиправительственной борьбе, что отказывались от денежного вознаграждения за свои услуги, однако в большинстве случаев бандиты не были такими альтруистами. Обычно они требовали денег за свою помощь, и именно большевики, имевшие наиболее крупные суммы экспроприированных денег, наиболее охотно заключали деловые соглашения с контрабандистами, жуликами и торговцами оружием

### Международные связи террористов
Во время русско-японской и Первой мировой войн иностранные враги России рассматривались революционерами как союзники. Радикалы были связаны с вражескими России государствами, включая Японию, Турцию, Австрию и принимали деньги от этих стран, готовых оказывать поддержку любым радикальным и экстремистским действиям, терроризму, способным дестабилизировать внутренний порядок в России. Такая деятельность имела место во время Русско-японской войны 1904—1905 годов и резко оживилась накануне начала Первой мировой войны в 1914 году, когда российские экстремистские организации получали крупные денежные средства и оружие из Японии, Германии и Австрии.

## Окончание революционного террора
После спада революционного терроризма после разгрома революции в 1907 году терроризм в России продолжался ещё по меньшей мере четыре года. Наибольшую озабоченность террором в этот период проявляли большевики, чей лидер Ленин 25 октября 1916 года писал, что большевики вовсе не возражают против политических убийств, только индивидуальный террор должен сочетаться с массовыми движениями.
Окончание эпохи революционного терроризма российские историки О. В. Будницкий и М. И. Леонов относят к сентябрю 1911 года, когда в Киевском оперном театре был смертельно ранен Пётр Столыпин; американский историк российского происхождения А. Гейфман — к расстрелу царской семьи в Екатеринбурге (июль 1918 года).
Убийство Столыпина стало последним ударом террористов «в самое сердце политического строя», поскольку информация о связях его убийцы Богрова с Охранным отделением и спекуляции по поводу участия тайной полиции в организации преступления окончательно дискредитировали тактику терроризма в глазах левых. Тем не менее в 1912 г. Департамент полиции насчитал 82 случая революционного насилия.
«Последними отзвуками традиционного русского терроризма» называет Сергей Ланцов акции эсеров и анархистов, совершённые в 1918—1919 гг. после разрыва с большевиками: убийство эсерами комиссара по делам печати, пропаганды и агитации В. Володарского (28 июня 1918), покушение эсерки Фанни Каплан на Ленина (30 августа 1918), взрыв в здании Московского комитета РКП(б), осуществлённый анархистами 25 сентября 1919 года.

## Половой аспект
В революционное движение с момента его формирования включились молодые женщины, которые стремились к эмансипации, то есть к равенству с мужчинами. «Характерной особенностью терроризма в России, — писал А. И. Суворов, — является большой удельный вес среди его участников женщин, — следствие их правовой дискриминации и своеобразное проявление феминизма». К концу XIX века в России сложились характерные особенности женского терроризма, которые состоят в:
- отсутствии самостоятельности (женщины действовали под руководством мужчин);
- готовности к любым ролям в террористической организации (организатора или исполнителя теракта, пропагандиста, изготовителя взрывчатки);
- преданности идее террора, искренней вере в то, что акт самопожертвования позволит решить кардинальные общественные проблемы;
- слабости осознания последствий выбора террористического пути.

Вера Засулич стала первой «женщиной с револьвером» в русском революционном движении. В Исполнительный комитет «Народной воли» первого состава, насчитывавший 29 человек, входило 10 женщин. Согласно данным американской исследовательницы женского терроризма Эми Найт, среди 78 членов боевой организации эсеров было 25 женщин (почти треть). Всего же она нашла документальные подтверждения действия 44 террористок-эсерок. В Исполнительный комитет «Народной воли» первого состава, насчитывавший 29 человек, входило 10 женщин. Женщины-эсерки были по рождению гораздо ближе к высшим слоям общества, чем их коллеги-мужчины, и стремились «отдать свой долг народу». Большинство террористок происходило из обеспеченных семей, получили хорошее образование и увлеклись революционными идеями совсем юными. О. В. Будницкий указал такие мотивы, толкавшие женщин взяться за револьвер: «К причинам социальным и политическим добавлялись и специфические „половые“ — женщины не имели возможности поступать в университеты, их профессиональная карьера была ограничена только сферой преподавания и медицины, и то не в полном объёме».
Наряду с непосредственным участием в убийствах, женщины могли выполнять и вспомогательные функции, например, Ревекка Фиалка, устроившая в 1906 году в Одессе лабораторию по производству бомб. Многие женщины занимались пропагандой терроризма.

## Убитые по ошибке
Так как акты террора были персонофицированы, то, зачастую, происходили ошибки в исполнении и террористы убивали невинных людей. Жандармский офицер Спиридович вспоминал, что во время «охоты» социал-революционеров в 1906 году за Санкт-Петербургским генерал-губернатором Треповым, исполнителем теракта Волковым был ошибочно убит генерал Козлов, которого революционер принял за Трепова. В Пензе вместо жандармского генерала Прозоровского был убит пехотный генерал Лиссовский. В Киеве, в Купеческом саду, вместо жандармского генерала Новицкого ударили ножом отставного армейского генерала. В Швейцарии, в отеле Юнгфрау в Интерлакене, 1 сентября 1906 года вместо министра Дурново революционерка Татьяна Леонтьева застрелила рантье из Парижа, крупного миллионера Шарля Мюллера:148. В марте 1907 года приговорена к многолетнему тюремному заключению.
Невинной жертвой террористов можно считать и супругу жандарма Спиридовича — у неё на глазах рабочий-столяр большевик Руденко, являвшийся также завербованным Спиридовичем агентом охранного отделения, тяжело ранил её мужа, выстрелив ему пять раз из револьвера в спину. Женщина сошла с ума и вскоре умерла.:206

## Историография
Первые попытки исторического осмысления российского революционного террористического движения конца XIX — начала XX века предпринимались современниками и непосредственными участниками. Одно из первых криминологических исследований терроризма политической направленности было проведено в Департаменте полиции Российской империи в конце XIX века под названием «Обзор хроники террористического движения в России в 1878—1887 годы». Тема терроризма непременно присутствовала на страницах ряда печатных изданий, представляющих левый спектр общественной мысли, таких как «Анархист», «Бунтарь», «Буревестник», «Былое», «Вестник русской революции», «Знамя труда», «Накануне», «Революционная мысль», «Революционная Россия», «Хлеб и воля» и др. Проблема революционного терроризма в российском революционном движении неоднократно затрагивалась в работах советского периода по истории революционного народничества, в то время как революционный терроризм начала XX века остался малоизученным в советской историографии. Как самостоятельная задача исследований история революционного терроризма начала изучаться российскими историками относительно недавно, с середины 1990-х годов. В эти годы ими были написаны ряд монографий, научных статей, диссертаций, посвящённых истории российских политических партий начала XX века, в которых рассматривалась проблема революционного терроризма.
Больше внимания этой теме уделялось в работах зарубежных исследователей. Американский историк Н. Неймарк был одним из немногих, кто попытался создать общую концепцию истории российского революционного терроризма, которую он изложил в статье «Терроризм и падение императорской России». Неймарк полагал, что действия террористов, считавших попытки правительственных реформ недостаточными, были использованы чиновниками для сворачивания реформ. Государство, по его мнению, предпринимая экстраординарные меры против революционеров, свернуло с пути собственного прогресса и построения гражданского общества.
Американский историк Анна Гейфман на основе широкого круга источников написала первую монографию, «Революционный террор в России, 1894—1917», специально посвящённую истории российского революционного терроризма. В этой книге раскрывается роль терроризма в первой русской революции, наиболее полно описывается его фактическая история. В своём исследовании Гейфман ставит цель пересмотреть традиционные оценки российского революционного движения начала XX века, «демифологизировать и деромантизировать» его. Характеризуя террористов новой волны начала XX века, она выдвигает понятие «революционера нового типа». С точки зрения Гейфман, российские революционеры представляли собой «некий симбиоз радикала и уголовника», не обременённых соображениями морального плана, а то, что обычно называют «изнанкой революции», постепенно стало определять её лицевую сторону.
Российский историк О. В. Будницкий, анализируя взгляды Н. Неймарка, считает, что он преувеличивал влияние терроризма на развитие российского общества. Исследователь отмечает также, что терроризм далеко не всегда становился фактором, сдерживавшим реформы. Например, преобразования 1905 года вводились под непосредственным влиянием волны террора. Рассматривая концепцию Гейфман, Будницкий считает, что на работе Гейфман негативно отразилось то, что обычно ставят в вину советской историографии: идеологическая установка. По его мнению, историк должен «попытаться если не оправдать, то по меньшей мере понять обе стороны», в то время как симпатии Гейфман в противостоянии террористов и властей всецело на стороне последних. С его точки зрения, с террористами всё обстояло сложнее, чем представляет Гейфман: революционеры не были злодеями и убийцами по своей природе. Будницкий критикует Гейфман за односторонность и некритичное использование документов царской «охранки».

## Художественное осмысление
Художественному осмыслению феномена русского терроризма (с зачастую неразрешимым переплетением мотивировок двойных агентов, служащих одновременно революции и империи) посвящены литературные произведения Андрея Белого («Петербург»), Джозефа Конрада («Тайный агент»), Марка Алданова («Истоки»), Бориса Савинкова («Конь бледный»), Юрия Трифонова («Нетерпение»), Бориса Акунина («Статский советник»), Леонида Андреева, а также многочисленные романы Юрия Давыдова.

### Воспоминания
- Заварзин Жандармы и революционеры
- Спиридович А. И. Архивъ русской революціи // При царском режиме / Под ред. И. В. Гессена. — 1-е изд. — Берлин: Slowo-Verlag, 1924. — Т. XV. — С. 85—208. — 348 с.

### Исследования
- Будницкий О. В. История терроризма в России. Ростов-на-Дону, 1996.
- Будницкий О. В. Терроризм в российском освободительном движении: идеология, этика, психология (вторая половина XIX — начало XX в.) / д. и. н. профессор Б. С. Итенберг. — 1-е. — М.: РОССПЭН, 2000. — 399 с. — ISBN 5-8243-0118-2.
- Будницкий О. В. Терроризм: история и современность. Совет по международным исследованиям и обменам. Электронный журнал «Полемика». Выпуск 10. 2001 г.
- Будницкий О. В. Терроризм: история и современность. Статья вторая. Совет по международным исследованиям и обменам. Электронный журнал «Полемика». Выпуск 11. 2002 г.
- Гейфман А. Революционный террор в России. 1894—1917. / Пер. с англ. Е. Дорман. — М.: КРОН-ПРЕСС, 1997. — 448 с. — (Серия «Экспресс») — ISBN 5-232-00608-8.
- Гончарова Е. А. Методы политического сыска России в борьбе с революционным движением в 1900-1914 годах: На материалах Саратовской губернии. — Саратов: Научная книга, 2006. — 96 с. — ISBN 5-9758-0130-3. (недоступная ссылка)
- Городницкий Р. А. Боевая организация партии социалистов-революционеров 1901—1911 гг. М., 1998.
- Куклин Г. А. Итоги революционного движения в России за сорок лет (1862—1902) — Женева: Изд. Г. А. Куклина, 1903. — 685 с.
- Морозов К. Н. Партия социалистов-революционеров в 1907—1914 гг. — М.: РОССПЭН, 1998. — 624 с.
- Прайсман Л. Г. Террористы и революционеры, охранники и провокаторы. — М.: РОССПЭН, 2001. — 431 с.